# Wiggle High5 Pro Cycling
Wiggle High5 Pro Cycling (Kod UCI: WHT) – brytyjska profesjonalna kobieca grupa kolarska istniejąca w latach 2013–2018. 

## Nazwa grupy w poszczególnych latach
| lata      | nazwa                    |
| --------- | ------------------------ |
| 2013–2015 | Wiggle-Honda             |
| 2016–2018 | Wiggle High5 Pro Cycling |

## Ostatni skład (2018)
| Skład drużyny 2018         | Skład drużyny 2018   | Skład drużyny 2018 | Skład drużyny 2018                        |
| Imię i nazwisko            | Data urodzenia       | Państwo            | Poprzednia grupa                          |
| -------------------------- | -------------------- | ------------------ | ----------------------------------------- |
| Katie Archibald            | 12 marca 1994        | Wielka Brytania    | Team WNT (2017)                           |
| Rachele Barbieri           | 21 lutego 1997       | Włochy             | Cylance (2017)                            |
| Elinor Barker              | 7 września 1994      | Wielka Brytania    | Breeze (2017)                             |
| Lisa Brennauer             | 8 czerwca 1988       | Niemcy             | Canyon-SRAM Racing (2017)                 |
| Audrey Cordon-Ragot        | 22 września 1989     | Francja            | Hitec Products (2014)                     |
| Amy Cure                   | 31 grudnia 1992      | Australia          | Lotto Soudal Ladies (2015)                |
| Annette Edmondson          | 12 grudnia 1991      | Australia          | Orica-AIS (2014)                          |
| Emilia Fahlin              | 24 października 1988 | Szwecja            | Alé Cipollini (2016)                      |
| Lucy Garner                | 20 września 1994     | Wielka Brytania    | Liv-Plantur (2015)                        |
| Grace Garner               | 19 czerwca 1997      | Wielka Brytania    | Podium Ambition-Club La Santa (2016)      |
| Julie Leth                 | 13 lipca 1992        | Dania              | Hitec Products (2016)                     |
| Elisa Longo Borghini       | 10 grudnia 1991      | Włochy             | Hitec Products (2014)                     |
| Martina Ritter             | 23 września 1982     | Austria            | Drops (2017)                              |
| Macey Stewart              | 16 stycznia 1996     | Australia          | Orica-AIS (2016)                          |
| Kirsten Wild               | 15 października 1982 | Holandia           | Cylance (2017)                            |
| Eri Yonamine               | 25 kwietnia 1991     | Japonia            | FDJ-Nouvelle Aquitaine-Futuroscope (2017) |
| Grace Brown (1 maj–31 gru) | 7 lipca 1992         | Australia          | Holden Team Gusto racing (2018)           |
|                            |                      |                    |                                           |
| Źródło: Cycling Archives   |                      |                    |                                           |